# Guilherme Finkler
Guilherme Finkler (24 de septiembre de 1985 en Caxias do Sul), también conocido como Guilherme o Gui Finkler, es un futbolista brasileño que juega como mediocampista.

## Carrera
Debutó en 2005 jugando para el Juventude. En 2006 fue cedido a préstamo al Wolverhampton Wanderers inglés, aunque nunca llegó a jugar en el primer equipo y terminó su paso en Europa cedido en el Mouscron belga. En su regreso a Brasil en 2007 fue contratado por el Ituano, y a partir de entonces comenzó a deambular en diversos clubes, en muchos de los cuales no jugó más de seis meses. En 2012 viajó a Australia para firmar con el Melbourne Victory. Con el elenco australiano ganó la A-League 2014-15 y la FFA Cup 2015, además de formar parte del equipo ideal de la temporada en 2015 y del A-League All Stars en 2014. En 2016 pasó al Wellington Phoenix, aunque sería rescindido de su contrato a finales de 2017. A principios de 2018 regresó al Juventude, donde también fue dejado libre.

### Clubes
| Club                        | País          | Año         |
| --------------------------- | ------------- | ----------- |
| Juventude                   | Brasil        | 2005 - 2007 |
| Cianorte (a préstamo)       | Brasil        | 2006        |
| Wol. Wanderers (a préstamo) | Inglaterra    | 2006 - 2007 |
| Mouscron (a préstamo)       | Bélgica       | 2007        |
| Ituano                      | Brasil        | 2007        |
| Bento Gonçalves             | Brasil        | 2008        |
| Caxias do Sul               | Brasil        | 2008 - 2009 |
| Campinense                  | Brasil        | 2009        |
| Caxias do Sul               | Brasil        | 2010        |
| São José                    | Brasil        | 2010        |
| Criciúma                    | Brasil        | 2010 - 2011 |
| Brasil de Pelotas           | Brasil        | 2011        |
| Criciúma                    | Brasil        | 2012        |
| ABC (a préstamo)            | Brasil        | 2012        |
| Melbourne Victory           | Australia     | 2012 - 2016 |
| Wellington Phoenix          | Nueva Zelanda | 2016 - 2017 |
| Juventude                   | Brasil        | 2018        |

## Palmarés
| Título   | Club              | País      | Año     |
| -------- | ----------------- | --------- | ------- |
| A-League | Melbourne Victory | Australia | 2014-15 |
| FFA Cup  | Melbourne Victory | Australia | 2015    |